# Pruebas de función pulmonar
Las pruebas de función pulmonar son aquellas que se realizan para valorar el estado funcional del aparato respiratorio tanto en personas enfermas como sanas.

## Utilidad
Contrastan con las pruebas de diagnóstico por imagen (radiografías, gammagrafías, tomografías y resonancias) en que aquí la valoración es fisiopatológica mientras que en aquellas es anatómica. Nos permiten cuantificar con gran exactitud el grado de deterioro funcional.

## Ventilación

### Volumen

#### Volúmenes obtenidos
Mediante espirometría se pueden determinar todos los volúmenes pulmonares salvo el volumen residual (se determina con el pletismógrafo o por el método de dilución de helio):
- Capacidad pulmonar total (requiere conocer el VR).
- Capacidad vital
- Capacidad inspiratoria
- Volumen de reserva inspiratoria
- Volumen tidal de ventilación pulmonar
- Volumen de reserva espiratoria
- Volumen residual
- Capacidad residual funcional

#### Capacidad máxima de respiración
Es una cifra que nos indica la cantidad de aire que se puede respirar en un minuto forzando la respiración al máximo.
Como es una prueba que puede resultar agotadora, más en enfermos, se obtiene el valor para 15 segundos y éste se multiplica por cuatro.

#### Medición de RV, TLC y FRC
Hay tres modos de hacerlo:
- Pletismografía corporal
- Dilución de helio o nitrógeno que no mide el gas atrapado en bullas o en vías muy angostas.
- Radiográfico: el más inexacto.

La diferencia entre el método primero y el segundo es útil para conocer el volumen atrapado.

### Flujo

#### Volumen espiratorio máximo en un segundo (VEMS o FEV1)
Es la fracción de la CVF que se puede espirar en el primer segundo en una espiración forzada tras una inspiración máxima.

#### Índice de Tiffeneau
Relación entre FEV1 y capacidad vital (suma del volumen corriente, reserva inspiratoria y reserva espiratoria y puede ser definido como la máxima capacidad de aire movilizable).
Como lo normal es que se pueda expulsar el 80% de la CVF en un segundo, la normalidad está en índices en torno al 80%.
Distingue dos patrones anómalos:
- Enfermedades restrictivas: FEV1 y VC están disminuidos, por lo que el índice de Tiffeneau es normal o está aumentado (ej. Fibrosis pulmonar).
- Enfermedades obstructivas: FEV1 está mucho más disminuido que VC, lo que hace que el índice de Tiffeneau esté disminuido (ej. Asma bronquial).

#### Curva flujo-volumen
Representa el flujo en las ordenadas y el volumen en las abscisas. El eje de ordenadas es cortado por el eje de abscisas en un punto no aleatorio, estableciendo la división entre inspiración (hacia abajo -negativo-) y espiración (hacia arriba -positivo-). El eje de abscisas está orientado de forma que sus valores se incrementan a medida que nos desplazamos hacia la izquierda, de modo que capacidad pulmonar total (el volumen máximo que puede albergar el pulmón) corresponde al punto de corte del eje más próximo al eje X. El otro límite, corresponderá al volumen residual.
La morfología de la curva en una persona sana muestra un ascenso brusco que alcanza un pico (pico de flujo) y una caída lenta con una curva discretamente cóncava y una finalización asintótica. La porción descendente de la curva flujo volumen sigue siempre la misma trayectoria, independientemente del esfuerzo realizado, debido a la existencia de una limitación del flujo espiratorio al producirse la compresión de las vías aéreas por la presión intratorácica. De modo que después de haber espirado una cantidad relativamente pequeña de aire, el flujo es limitado por la compresión de las vías aéreas y es establecido por la fuerza de retroceso elástico del pulmón y por la resistencia de las vías aéreas por encima del punto de colapso.
Ésta gráfica permite realizar un análisis del estado funcional del aparato respiratorio y, además, supone una prueba diagnóstica, puesto que cualquier variación en la gráfica control determina un patrón patológico. Así pues, se diferencian:
- Enfermedades restrictivas: Flujo máximo disminuido, lo mismo que el volumen espirado total. Sin embargo, si se relaciona el flujo con el volumen pulmonar absoluto (es decir, incluyendo el volumen residual que difícilmente se mide en una única espiración forzada), muchas veces el flujo es anormalmente elevado durante la última parte de la espiración a causa del mayor retroceso pulmonar. En estos casos, la inspiración se halla limitada bien por la disminución de la distensibilidad pulmonar o de la pared torácica, bien por la debilidad de los músculos inspiratorios.

- Enfermedades obstructivas: El flujo es muy lento en relación con el volumen pulmonar y a menudo el trazado es escalonado después del punto máximo. La capacidad pulmonar total es anormalmente grande pero la espiración cesa de manera prematura. Si se ve afectada la porción inicial de la curva flujo volumen eso refleja la existencia de un patrón obstructivo de las grandes vías aéreas, en cambio si se ve afectada la porción final de la curva hay una obstrucción de las pequeñas vías aéreas.

#### Curva flujo-capacidad vital
El flujo máximo al 50% y al 75% de la CV se compara con los datos estadísticos de las tablas en función de edad y sexo.

#### Velocidad de flujo espiratorio medio máxima (VFEMM)
Sobre una curva de flujo espiratorio se marca la mitad media (del 25% al 75%) y se mide su duración. Ese volumen dividido por el tiempo cuantificado en segundos es la VFEMM.
Es un índice muy precoz y mucho más fácil de obtener (no requiere pneumotacografo como la compliancia) de la afectación incipiente de los bronquiolos detectando así un enfisema, habitualmente por tabaquismo, incipiente.

#### Velocidad de flujo espiratorio máxima (VFEM)
Es la obtenida durante al menos 0,01 s en la espiración forzada que sigue a una inspiración máxima.

#### Medidor de pico de flujo (FEM)
El flujo espiratorio máximo (FEM) es el mayor flujo que se alcanza durante una maniobra de espiración forzada. Se consigue al haber espirado el 75-80% de la capacidad pulmonar total (dentro de los primeros 100 ms de espiración forzada) y se expresa en litros/minuto, litros/segundo o como porcentaje de su valor de referencia. Refleja el estado de las vías aéreas de gran calibre, y es un índice aceptado como medida independiente de la función pulmonar.
La mayor ventaja que presenta este parámetro es la existencia de medidores portátiles de fácil manejo, cuya invención se atribuye a Wright y McKerrow, en 1959. Se trata de aparatos, generalmente tubos, que en su interior presentan un mecanismo de pistón-muelle o de aspa que se mueve al aplicar un flujo de aire durante una maniobra de espiración forzada. Una vez se alcanza el máximo, un indicador fija el resultado en una escala de litros por minuto.
La American Thoracic Society, dentro de su normativa sobre espirometría, ha recomendado unos estándares de funcionamiento para estos aparatos:
1. Precisión de los flujos entre 0 y 900 l/min, proporcionando lecturas dentro del 10% del verdadero valor medido mediante espirómetro.
2. Repetitibilidad: la diferencia entre dos maniobras no debe superar el 3%.
3. Reproducibilidad: la variabilidad entre los aparatos debe ser menor del 5%.
Técnica de medición:
- Bipedestación.
- Indicador a 0.
- Sujetar el medidor en posición horizontal sin interferir el recorrido del indicador.
- Efectuar una inspiración máxima.
- Cerrar los labios alrededor de la boquilla.
- Evitar bloquear la salida de aire con la lengua.
- Soplar de forma explosiva.
- Realizar la lectura y anotar su valor.

Repetir el proceso dos veces más y registrar su valor más alto. Los valores de normalidad se determinan por talla, edad y sexo.
Utilidades:
Diagnóstico de asma: Enfermedad inflamatoria bronquial cuyo diagnóstico se basa en la clínica y en los parámetros obtenidos a través de pruebas de función respiratoria de forma directa (obstrucción, reversibilidad, hiperreactividad bronquial, y variabilidad) así como indirectamente (grado de inflamación).
En este caso, la utilidad diagnóstica de los medidores de FEM se centra en casos con alta sospecha clínica de asma en los que la realización de una espirometría forzada con PBD (prueba broncodilatadora) no ha confirmado el diagnóstico. Esta aplicación se fundamenta en la variación circadiana a la que están sometidos los valores de FEM, de modo que se registra un FEM máximo alrededor de las cuatro de la tarde alcanzando los valores más bajos cerca de las cuatro de la madrugada. Se han implicado en este mecanismo un aumento en la hiperreactividad inespecífica de la vía aérea y del tono parasimpático nocturno, así como cambios bioquímicos. Este fenómeno tiene lugar en toda persona, ahora bien, la variabilidad del FEM en pacientes asmáticos está incrementada comparada con sujetos normales: el promedio de variación del FEM en normal es del 8,3%; en los pacientes asmáticos puede alcanzar el 50%.
Para el cálculo de variabilidad se registran los valores de FEM a primera hora de la mañana y a última hora de la tarde durante un periodo de tiempo que habitualmente se establece en dos semanas y se aplica una fórmula. No existe consenso sobre qué fórmula aplicar, aunque las más útiles en la práctica clínica son:
FEM máximo–FEM mínimo / FEM máximo
FEM máximo–FEM mínimo / (FEM máximo + FEMmínimo)/2
Una cifra de variabilidad mayor del 20% es sugestiva y para muchos autores diagnóstica de asma. Además permite discernir:
1. Patrón lábil o frágil (brittle asthma). Caracterizado por oscilaciones profundas del flujo espiratorio durante la jornada, sin seguir ritmo alguno que lo haga previsible.
2. Patrón matinal (morning dipper). Caracterizado por presentar flujos normales o aceptables durante el día con caída de los mismos a primera hora de la mañana. Este descenso matutino es especialmente intenso en pacientes con broncoespasmo nocturno.
La medición del FEM junto a la valoración subjetiva de los síntomas y la medicación broncodilatadora requerida son el fundamento del control clínico ambulatorio del enfermo asmático.
Otras utilidades:
- Estudio de asma profesional
- Estudio de asma de esfuerzo
- Demostración de reversibilidad.

Ventajas:
- Correlacionado con FEV1, permite estimar el grado de obstrucción bronquial.
- Menor fatiga que en la espirometría forzada al no requerir una espiración hasta volumen residual, lo que en algunos pacientes causa tos o sibilancias.
- El medidor es pequeño, portátil y de uso sencillo.
- Puede ser utilizado a partir de los 5-6 años de edad.
- Mantenimiento técnico del aparato mínimo.
- Interpretación simple del resultado.

Inconvenientes:
- No sustituye la espirometría en la evaluación inicial del paciente asmático.
- La sensibilidad del FEM es menor que la del FEV1. Se han detectado sobrelecturas de hasta 80 l/min en rangos medios (aprox. 300 l/min), e infralecturas de hasta 60 l/min en rangos altos (aprox 600-800 l/min).
- No proporciona información sobre las vías de pequeño calibre.
- No es útil en pacientes con enfermedad pulmonar obstructiva crónica (EPOC).

### Pletismografo
Permite medir:

#### Resistencia de las vías aéreas (Raw)
La resistencia de las vías aéreas se obtiene determinando la diferencia de presión entre los alvéolos y la boca por unidad de flujo aéreo y se mide con el pletismógrafo corporal.
También se mide a partir de la presión intrapleural obtenida desde el globo intraesofágico pero entonces se incluye también la resistencia consecuencia de la viscosidad tisular

#### Conductancia de las vías aéreas (Gaw)
Es recíproca de la anterior.

#### Trabajo pulmonar
En la inspiración es la suma del trabajo elástico y del trabajo viscoso.
En la espiración se distingue el disipado como calor y el pasivo espiratorio.

#### Potencia pulmonar
Es el trabajo pulmonar por la frecuencia (respiraciones/minuto).

#### Constante de tiempo
Es una variable definida como el tiempo que se tarda en alcanzar el máximo volumen al inspirar (normal 0,15 s)
Depende de la compliancia y de la raw.
Cte de tiempo = C * Raw
En el enfermo obstructivo por el aumento de Raw aumenta la constante de tiempo pues tarda en llegar al volumen máximo, pero este es mayor que en el restrictivo siendo las respiraciones lentas pero profundas.
En el enfermo restrictivo disminuye la constante de tiempo pues disminuye la compliancia y llega pronto al volumen máximo inspirado, pero este es pequeño siendo las respiraciones rápidas pero poco profundas.

#### Compliancia
La compliancia es la distensibilidad pulmonar determinada por su cambio de volumen con la presión.

#### Elastancia
Es reciproca de la anterior.

#### Volumen residual
Volumen de aire que queda en los pulmones después de la espiración más forzada; este volumen es en promedio de aproximadamente 1,200 ml.

#### Capacidad pulmonar total
(a partir del anterior)

## Intercambio gaseoso

### Gasometría arterial
Nos muestra los valores de O2 y de CO2 y también el pH en sangre arterial.
La muestra se obtiene con jeringa heparinizada mediante punción perpenticular al vaso arterial, preferentemente en la arteria radial (justo donde se suele tomar el pulso arterial, a nivel del carpo) o en la arteria femoral (en la ingle).

#### Hipoxemia
Hay cuatro causas de baja presión arterial de O2 y de hipoxemia:
Hipoventilación.
Trastorno en la difusión.
Comunicación (shunt) arteriovenosa.
Desigualdad en la ventilación-perfusión.

#### Hipercapnia
La alta presión arterial de CO2 o hipercapnia puede estar ocasionada por:
Hipoventilación
Desigualdad en la ventilación-perfusión

### Capacidad de difusión
Se mide mediante la transferencia de monóxido de carbono, que es el flujo de CO que pasa a sangre en función del gradiente de presión de CO entre alvéolo y sangre.
Se respira una mezcla de aire con helio y monóxido de carbono y se analiza el aire final de la espiración representativo del gas alveolar.
Es prueba muy sensible pero poco específica pues la alteran: ventilación, volumen pulmonar, difusión transmembránica, relación ventilación perfusión heterogénea, perfusión pulmonar y hemoglobinemia.
Se puede hacer por dos métodos:
- Respiración única.
- Estado uniforme.

## Circulación pulmonar
Se valora mediante:

### Valoración estimativa
- Ecografía cardíaca con o sin contraste.
- Gammagrafía
- Arteriografía

### Valoración definitiva
- Catéter de Swan-Ganz desde una vena central

La resistencia vascular pulmonar (normal entre 50 y 150 din*s/cm a la quinta) viene dada por:
RVP = 80 (PAP - PEC) GC
Siendo:
PAP la presión arterial pulmonar en mmHg.
PEC la presión de enclavamiento capilar en mm Hg
GC el gasto cardíaco dado en litros por minuto.

## Control neurológico de la respiración en vigilia y en sueño

### Receptores
- Quimioreceptores centrales
- Quimioreceptores periféricos
- Receptores pulmonares

### Procesamiento
El bulbo raquídeo conectado con la corteza cerebral para la percepción consciente de disnea y a los músculos respiratorios.

### Hiperventilación
Por:
- Excitación quimioreceptores centrales (aspirina, ictus...)
- Excitación quimioreceptores periféricos (doxapram...)
- Excitación receptores pulmonares (embolia pulmonar, asma...)

### Hipoventilación
- Depresión quimioreceptores centrales (hipotiroidismo, obesidad...)
- Depresión quimioreceptores periféricos (sedantes, nativos de grandes alturas..)

### Medición
Se calcula la respuesta a mezclas de aire con concentración variable de dióxido de carbono.

## Pruebas de ejercicio
Varios métodos:
- Ciclo estático
- Cinta rodante

## Otras

### Desigualdad en la ventilación-perfusión
dando:
P A O2 = P I O2 - PA CO2 ( F I O2 + (1 - F I O2 / R))
La R, constante, es la relación de intercambio respiratorio que se estima en 0'8.

### Volumen de cierre
Es aquel en el que las vías respiratorias de las regiones más bajas del pulmón comienzan a cerrarse. Su aumento indica cierre prematuro o estrechez de vías respiratorias ya en pacientes asintomáticos, generalmente fumadores.
Nos mide las diferencias topográficas de la función pulmonar, también medibles mediante xenón radiactivo.
Se puede medir mediante:
- Embolada de helio
- Interruptor de flujo

### Consumo de oxígeno
Se puede obtener mediante:
- Campana: midiendo la altura en la gráfica y conociendo la sección de la campan.
- Analizando el oxígeno inspirado y espirado y la ventilación.
- Por el principio de Fick

## Instrumental requerido

### Espirometría
Puede ser forzada o simple (espirómetro de campana)

### Cataferómetro
Permite medir la aireación irregular usando helio o argón, que son prácticamente insolubles en agua.

### Pneumotacógrafo
Permite registrar de forma continua la intensidad de la corriente aérea (flujo), que aumenta rápidamente desde el comienzo de la inspiración, tiene un valor nulo al finalizar ésta y aumenta otra vez rápidamente, pero no tanto, con la espiración si esta es pasiva.
El pico de flujo (peak-flow) resultará muy útil en la valoración funcional.

### Interruptor de flujo
Útil para medir el volumen de cierre y las resistencias a la ventilación.

### Capnógrafo
Sirve para medir la curva espiratoria del dióxido de carbono para conocer la distribución irregular entre ventilación y perfusión.

### Nitrógrafo
Al igual que con el cataferómetro, podemos medir una ventilación no homogénea.

### Metabotest
Como nos permite medir el oxígeno consumido y el carbónico eliminado, obtenemos con facilidad el cociente respiratorio.
- Datos: Q6089447